# 2003 UY283
2003 UY283, também escrito como 2003 UY283, é um corpo menor que é classificado como um damocloide. O mesmo possui uma magnitude absoluta de 20,9 e tem um diâmetro com cerca de 4 km.

## Descoberta
2003 UY283 foi descoberto no dia 18 de outubro de 2003, pelos astrônomos A. E. Gleason, J. V. Scotti e M. Block através do programa Spacewatch.

## Órbita
A órbita de 2003 UY283 tem uma excentricidade de 0,895 e possui um semieixo maior de 33,454 UA. O seu periélio leva o mesmo a uma distância de 3,506 UA em relação ao Sol e seu afélio a 63,401 UA.